# Егоров, Михаил Анисимович
Михаил Анисимович Его́ров (13 января 1905 года — 27 января 1945 года, г. Кёбен, нацистская Германия) — командир взвода 340-го гвардейского стрелкового полка, Герой Советского Союза.

## Биография
Михаил Анисимович Егоров родился 13 января 1905 года в д. Ново-Михайловка Белебеевского уезда Уфимской губернии.
Образование неполное среднее. До призыва в армию работал в колхозе, затем вторым секретарём Шаранского РК КПСС. Член КПСС с 1938 года. В Советскую Армию призван Шаранским райвоенкоматом в апреле 1943 года.
В 1944 году окончил курсы младших лейтенантов и в июле попал на фронт.
Погиб 27 января 1945 г. в бою при в форсировании реки Одер в районе населённого пункта Кёбен (Köben), ныне Хобеня (пол. Chobienia), похоронен в селе Хобеня (Польша).
Указом Президиума Верховного Совета СССР от 10 апреля 1945 года за умелое командование взводом, образцовое выполнение боевых заданий командования и проявленные при этом геройство и мужество гвардии старшему лейтенанту Егорову Михаилу Анисимовичу посмертно присвоено звание Героя Советского Союза.

## Подвиг
Командир взвода 340-го гвардейского стрелкового полка (121-я гвардейская стрелковая дивизия, 13-я армия, 1-й Украинский фронт) гвардии старший лейтенант М. А. Егоров участвовал в форсировании р. Одер в районе населённого пункта Кёбен. 26—27 января 1945 г., воодушевляя личным примером своих бойцов, он одним из первых переправился через реку. Взвод захватил плацдарм на её левом берегу и, удерживая его, способствовал успешной переправе других подразделений. Отражая атаки противника, взвод уничтожил более 30 гитлеровцев. М. А. Егоров лично уничтожил 5 солдат и 1 офицера противника. Гитлеровцы, стремясь задержать стремительный натиск наших подразделений, несколько раз переходили в контратаки.

## Награды
- Медаль «Золотая Звезда» Героя Советского Союза (10.04.1945)[3][4].
- Орден Ленина.
- Орден Красной Звезды (1944).